# Delta Ebra

Delta Ebra (katalonščina Delta de l'Ebre, španščina Delta del Ebro) je delta reke Ebro (katalonščina Ebre, španščina Ebro), na jugozahodu katalonske province Tarragona, Španija. Je v Sredozemskem morju in je z nekaterimi poimenovanji najsevernejša točka Valencijskega zaliva. Njena lokacija je v skladu z oznako lokacije v Ramsarju 40°43′N 0°44′E / 40.717°N 0.733°E.

## Geografija
Delta Ebra je eno največjih mokrišč v zahodnem Sredozemlju s 320 km². Delta se je hitro razširila na tleh, spranih od reke. Mesto Amposta, morsko pristanišče v 4. stoletju, prikazuje zgodovinsko stopnjo rasti delte, saj je zdaj daleč v notranjosti od sedanjega izliva reke. Zaobljena oblika delte potrjuje ravnovesje med usedanjem naplavin reke in odstranjevanjem tega materiala zaradi erozije valov.
Območje ob primarnem izlivu reke Ebro je trenutno zaščiteno z več rečnimi otoki: otok Garxal (280 ha), otok Sant Antoni (170 ha) in otok Buda (1231 ha).
Delta Ebra je bila leta 1993 s 7736 ha uvrščena na seznam mokrišč mednarodnega pomena Ramsarske konvencije, opredeljeno za ohranjanje in trajnostno uporabo mokrišč, ob priznavanju temeljnih ekoloških funkcij mokrišč in njihovih gospodarskih, kulturnih, znanstvenih in rekreacijskih vrednosti.

## Raba

### Kmetijstvo
Nekatera območja delte so bila skozi stoletja izsušena za kmetijsko rabo. Sodobna delta se intenzivno uporablja v kmetijstvu za gojenje riža, sadja (zlasti citrusov) in zelenjavo. Zadruga za pridelavo riža iz delte reke Ebro predstavlja proizvodno zmogljivost 45 tisoč ton riža letno iz 14 sort, gojenih na 22.000 hektarjih. V primerjavi z glavnimi španskimi regijami Andaluzijo in Extremaduro, kjer pridelujejo riž, so pridelki v delti reke Ebro bolj stabilni zaradi stabilne oskrbe z vodo.
Od leta 1992 je delto reke Ebro ena od treh španskih regij, ki so ji za proizvodnjo riža podelili zaščiteno označbo porekla. »Oznaka vključuje šest sort: bahia, bomba, fonsa, montsianell, sènia in tebre, gojene izključno v mestih Aldea, Ampolla, Amposta, Camarles, Deltebre, Sant Carles de la Ràpita in Sant Jaume d'Enveja.«
Mreža kanalov in namakalnih jarkov, ki so jih zgradile tako kmetijske kot zaščitne skupine, pomaga ohranjati ekološke in gospodarske vire delte reke Ebro. Školjka potujoča trikotničarka (Dreissena polymorpha), invazivna vrsta, se širi gorvodno v vodah reke Ebro. Zaradi hitrosti razmnoževanja s konkurenčno prednostjo školjka škodljivo vpliva na avtohtone vrste.

### Narava
Leta 1983 je Španija velik del delte določila za naravni park. Naravni park Delta Ebro (katalonščina Parc Natural del Delta de l'Ebre, španščina Parque Natural del Delta del Ebro) ima skupno površino 7802 hektarjev. Zavarovana so mokrišča, plaže, močvirja, soline in rečna ustja, ki zagotavljajo obsežne habitate.
Park je mednarodnega pomena za osem rastlinskih vrst in 69 vretenčarjev. Ima približno 95 plemenskih vrst ptic, zelo pomemben je tudi za več kot 300 vrst širokega nabora prehodnih in prezimovalnih vrst ter služi kot bistveno postajališče za večje število ptic selivk in vodnih ptic. V delti reke Ebro je največja kolonija Audouinovih galebov (Ichthyaetus audouinii)  na svetu. Leta 2006 je štela rekordno število več kot 15.000 parov.